# Charles-Frédéric Reinhard
Pour les articles homonymes, voir Reinhard.
Ne doit pas être confondu avec Franz Volkmar Reinhard.
Charles-Frédéric Reinhard, de son nom de naissance Karl Friedrich Reinhard, né à Schorndorf le 2 octobre 1761 et mort à Paris le 25 décembre 1837, est un diplomate et homme politique français d’origine allemande.

## Biographie
Il est le fils de George-Christophe Reinhard, alors diacre, et depuis doyen de l'église et diocèse de Balingen et Catherine-Félicité Hiemer.
En 1778, il entreprend des études de philosophie et de théologie à Tübingen dans le Stift (sorte de grand séminaire protestant).
Il s'essaye à la littérature sous les auspices de Goethe et publie une traduction de Tyrtée et de Tibulle et quelques poésies.
En 1785 et 1786, il fait des essais de journalisme politique en écrivant dans le journal Schwäbisches Museum d'Armbruster. Mais un article critique paru sur le Stift de Tübingen lui vaut une exclusion de l'Église luthérienne wurtembergeoise.
En 1787, il émigre en France et devient précepteur des enfants d'un négociant calviniste bordelais.
Enthousiasmé par les idées de la Révolution française, il adhère dès le 21 juillet 1789 à l'Armée patriotique que vient de former Boyer-Fonfrede à Bordeaux. Un an et demi plus tard, il sollicite son adhésion à la Société des Amis de la Constitution, futurs Girondins qu'il suit à Paris lors de leur avènement au pouvoir.
En 1791, il donne dans la capitale une conférence sur la littérature allemande. Lors d'une réunion de la Société des Amis de la Constitution après la fuite du roi de France, il monte à la tribune et jure de se considérer dorénavant citoyen français ce qui suffira à lui accorder la nationalité française. Il est nommé président de cette Société du 15 juillet 1791 au 14 août 1791.
Bénéficiant de la protection de ses amis Girondins, il entre au ministère des Affaires étrangères et, en 1792, est nommé par Dumouriez secrétaire d'ambassade à Londres. Il occupe ensuite différents postes, notamment à Naples.
Nommé par le Comité de Salut public à Hambourg le 24 juin 1795, il y reste jusqu'à sa nomination à Florence le 23 frimaire an VI (13 décembre 1797). Entretemps, dans une lettre adressée au ministre des Relations extérieures (23 vendémiaire an V ; 14 octobre 1796), il annonce son mariage avec Christine Reimarus fille de Sophie Reimarus et du docteur Reimarus.
Ami d'Emmanuel-Joseph Sieyes et de Roger Ducos, il est nommé ministre des Affaires étrangères le 20 juillet 1799, poste qu'il occupe jusqu'au 21 novembre. En 1800, il est envoyé comme ambassadeur en Suisse, en 1802 à Hambourg, puis dans le royaume de Westphalie dont Jérôme Bonaparte est roi. En 1813, il rentre à Paris.
Il est fait Chevalier de l'Empire le 24 février 1809, puis Baron de l'Empire le 31 décembre de la même année.
À la Première Restauration, il est placé à la tête de la chancellerie du Ministère des affaires étrangères.
« Oublié » durant les Cent-Jours, la Seconde Restauration le fait comte (1815) et le nomme Conseiller d'État et ministre plénipotentiaire près la Confédération germanique (1er décembre 1812-1829),
Louis-Philippe Ier l'envoie à Dresde, avant de le nommer Pair de France le 11 octobre 1832.
Il est élu membre de l'Académie des sciences morales et politiques en 1832.
Il est l'ami de Goethe avec qui il échange une volumineuse correspondance.
Il est inhumé au cimetière Montmartre, 14e division, le long du mur d'enceinte, à la limite avec la 16e division (devant la pancarte 14e division).
Le 3 mars 1838 Talleyrand fit son éloge à l'académie des sciences morales.( page 330-331 chapitre VIII la vie élégante Anne Martin Fugier temps éd.)

## Distinctions
- Grand-croix de la Légion d'honneur, 26 août 1829[4].

## Titres
- Chevalier de l'Empire (24 février 1809) ;
- Baron de l'Empire (31 décembre 1809) ;
- Comte en 1815.

## Hommage, Honneurs, Mentions...
- Pair de France le 11 octobre 1832.

## Armoiries
Armes de chevalier de l'EmpireParti, au 1, d'or à la verge de sable tortillée d'un serpent de sinople, au 2, d'argent au guerrier casqué, cuirassé et armé d'azur, soutenu d'une terrasse de sinople et adextré d'un tertre du même chargé d'un R de sable ; au comble d'azur chargé d'un faucon essoré d'argent s'abattant sur un héron du même. Bordure de gueules du tiers de l'écu, chargée au 2e point en chef du signe des chevaliers légionnaires.
Armes de baron de l'EmpireParti, au 1, d'or à la verge de sable tortillée d'un serpent de sinople, au 2, d'argent au guerrier casqué, cuirassé et armé d'azur, soutenu d'une terrasse de sinople et adextré d'un tertre du même chargé d'un R de sable ; au comble d'azur chargé d'un faucon essoré d'argent s'abattant sur un héron du même. Bordure de gueules du tiers de l'écu, chargée au 2e point en chef du signe des chevaliers légionnaires. Franc-quartier de baron ministre à l'extérieur brochant sur le tout au neuvième de l'écu.
Armes de comte et pair de FranceParti, au 1, d'or à la verge de sable tortillée d'un serpent de sinople, au 2, d'argent au guerrier casqué, cuirassé et armé d'azur, soutenu d'une terrasse de sinople et adextré d'un tertre du même chargé d'un R de sable (changement des émaux du parti).